# Sigalphus meridionalis
Sigalphus meridionalis är en stekelart som beskrevs av Van Achterberg 2002. Sigalphus meridionalis ingår i släktet Sigalphus och familjen bracksteklar. Inga underarter finns listade i Catalogue of Life.